# アニメがんばれゴエモン
『アニメがんばれゴエモン』は、コナミのゲームソフトシリーズ『がんばれゴエモン』を原作としたテレビアニメ作品。TBSで、1997年10月4日から1998年3月28日まで放送された。全23話。

## 解説
がんばれゴエモンシリーズのメディアミックス作品で、シリーズ初のテレビアニメ化作品。原作ゲームのストーリーをアニメ化したものではなく、主要キャラクターとSFC版第4作『がんばれゴエモン きらきら道中〜僕がダンサーになった理由〜』の敵キャラクターを一部流用したオリジナルストーリーとなっている。ゲーム世界から現実世界へとやってきたゴエモンたちが、「きらきら道中」の敵役、ハラキリ・セップク丸とその手下を使って現実世界の征服をたくらむマクアムーゲと戦うという筋書きになっているが、その姿も正体も不明なまま物語は完結している。
前番組からの流れで、提供画面をバックに映像を写す状態で放送されていた。関東ローカル枠での放送後、CBCでは夏休みアニメとして放送された。その他の地上波では未放送だが、2006年にCSのAT-Xで放送されていた。最終2話を除き一話完結構成となっている。
講談社の『コミックボンボン』で漫画化された。作画はこーたが担当。同社の幼児向け雑誌である『テレビマガジン』『たのしい幼稚園』『おともだち』でも掲載されていた。
2024年1月現在、日本ではDVD版やBD版はリリースされていないが、海外ではDVD版がリリースされている。

## ストーリー
ある日、ゲーム界に潜む悪魔・マクアムーゲが、人間界を支配しようとゲーム『がんばれゴエモン きらきら道中〜僕がダンサーになった理由〜』の悪役ハラキリ＝セップク丸とその手下・辻斬り四人組を、電脳トンネルを使って人間界に送り込んだ。マクアムーゲの野望を阻止すべくゲーム界の大江戸・はぐれ町からやってきた正義の忍者ゴエモンとその仲間たちは、自分たちが通ってきた電脳トンネルの介在役となったテレビの持ち主である人間界の少年・石川ツカサの厄介になりつつ、マクアムーゲの手下たちが繰り出す電脳モンスターを相手に戦いの日々を送るのであった。

## 登場人物

### ゴエモンと仲間たち
ゴエモン
声 - 松本保典
ゲーム界の大江戸外れのはぐれ町からやってきた正義の忍者でちゃきちゃきの江戸っ子。キセル剣や小判やいろんな忍術を使って戦う。現代世界に侵入してきたマクアムーゲ率いる悪と戦うためにツカサの家に住み着き、エビス丸・サスケ・ヤエらと共に町中の見回りをしている。現代世界の常識が分からず、ツカサを困らせることもしばしば。
今作ではおみつの作ったおはぎを食べて元気と活力を全快させ、機動からくり人形・ゴエモンインパクトを呼び出す。腹が減っていたり、おみつのおはぎでないと力が入らずインパクトを呼び出すことができない。
エビス丸
声 - 緒方賢一
ゴエモンと共にゲーム界から来た、大阪弁を話す食いしん坊の忍者。新体操器具風の武器・魅惑のリボンを使って敵を惑わす。間抜けでお調子者の性格で食いしん坊ゆえに食べることに関しても余念がない。加勢に駆けつけるのが遅かったり、寝坊癖で仲間に迷惑をかけてしまったりと少々ドジな一面があるが、根は仲間思いで責任感も強い。
サスケ
声 - 坂本千夏
物知介が作ったからくり忍者。清潔好きでお風呂大好き。元々は爆弾処理用に作られた。足から火を噴いて凄いスピードで空も飛べる。作中ではギャルの写真を延々と撮らせ回されたりされるなど、物知介のいいように扱われており、それゆえに苦労も多い。
ヤエ
声 - 久川綾
ゴエモンと共にゲーム界から来た、謎の忍者軍団『秘密特捜忍者』の一員。忍刀やくない、手裏剣など、どんな武器でも使いこなす。パトロール中に寄り道をしようとするゴエモンの耳を引っ張り上げて連れて行ったり、敵に対して男言葉で啖呵を切ったりと、ゲーム版と比して生真面目な性格や気の強さが目立つ。
4話まではなぜかエビス丸を呼び捨てにしていたが、５話以降はゲーム版通りさん付けで呼ぶ。
おみつ
声 - 丹下桜
物知介の孫でゴエモンの幼なじみ。ゴエモンのためにおはぎを作ってくれる。優しいが嫉妬深いところがあり、ゴエモンが他の女性と仲良くしているように見えただけですぐに怒ってしまう。
百地 物知介（モモチ モノシリノスケ）
声 - 菅原淳一
ゴエモン・インパクトやいろんなカラクリメカを作る天才からくり発明家。通称・物知り爺さん。ツカサの部屋に電脳トンネルを繋げた張本人。
昔は忍者だったらしいが、今はギャルが大好きのスケベな老人。世界平和や修行のためと偽ってサスケに現実世界のギャルの写真を撮らせたり、ギャル達への自己アピール向けの発明品を作るなど、ギャルに関することには余念がない。その発明品の大半はギャル達へのアピールなど自己満足のためのもので、ゴエモン一行やツカサに呆れられている。しかし、発明品が敵との戦闘時に大いに貢献することもあり、ゲーム版と違って彼の発明が騒ぎの発端になってしまったことはない。

### 現代世界の人々
石川 ツカサ
声 - 小島朋子
ゲームが好きな普通の小学4年生。ゴエモン達が家に住み込むようになってからは一緒に行動している。彼の部屋のテレビにはキーボードが付いており、そのテレビからゴエモン達は出入りしている。
最初は突然現れたゴエモン達に戸惑っていたが、次第に馴染んでいき、仲良く暮らしている。明日香のことが好きで、何かしらショックを受けて激しく落ち込むことも。同じクラスのノボルとは犬猿の仲で、明日香絡みのことで揉めることが多い。
石川 純一郎
声 - 千葉一伸
ツカサの父親で、警視庁勤務の刑事。性格は温厚で理解ある優しい父親。
仕事時はよく上司から怒られており、一度も犯罪者を逮捕したことがない。セップク丸達の出現にともない、ゲーム世界の犯罪人対策課であるX課（傍から見たら単にゲームをしているだけにしか見えない）を強引に任される。ドジを踏む場面が多いが正義感は強く、時には危機が迫った状況で体を張った行動を取るなど勇気ある一面を見せる。
石川 洋子
声 - 根谷美智子
ツカサの母親。料理が得意で、食材や調味料には強い拘りを持っている。非常に暖気でおっとりとしており、とても優しい性格。車の運転もできる。
周りのことをあまり気にしない性格で、どんなに緊迫した状況になってもマイペースで間の抜けた行動やコメントを言う。突然入り込んできたゴエモン達一行を何の詮索もせずに笑顔で受け入れたり、料理で御持て成ししたりするほか、エビス丸にお小遣いをあげていたりするなど寛大な心の持ち主でもある。その優しく心の広い性格からゴエモン達ともすぐに打ち解け、仲良くなった。なかなかの美人で、恋愛感情を無駄なものとして激しく嫌っていたムダナシでさえも一目惚れするほど。
土屋 明日香
声 - 氷上恭子
ツカサと同じ小学校に通う少女。ツカサとは同じクラスで仲が良いが、些細なことで揉めてしまうこともある。ノボルからも好かれており、ツカサそっちのけでノボルの誘いに乗ってしまうこともしばしば。
目白台 ノボル
声 - 藤田圭宣
ツカサのクラスメイト。大金持ちで、父はかなりのエリート。ツカサとは不仲でツカサに絡んでは嫌味を言ったり、明日香を巡ってケンカしたりすることが多い。
明日香に好意を抱いており、お金持ちであることを武器に明日香をいろいろと誘っている。臆病な性格で、目前に危機が迫っている時など緊迫している状況では明日香をほったらかしにして逃げてしまうほど。怖がっている時はよく「ママぁっ！」と泣き叫ぶ。実は髪はかつら。
目白台ママ
声 - 坂本千夏
ノボルの母親。厚化粧に眼鏡が特徴。息子のノボルを溺愛している。
西村 知笑
声 - 佐久間紅美
ツカサのクラスの担任。ピンクのスカートスーツにショートヘアの女性教師。
迫り来る電脳魔人を相手に身を決して生徒達を守ろうと仁王立ちをするなど生徒想いな性格。物知介曰く「超ベリーナイスギャル」。自分を撮りに来たサスケを蹴り飛ばしたこともある。

### 敵対勢力
魔将ハラキリ＝セップク丸
声 - 森川智之
マクアムーゲに仕えるゲーム界の将軍。「きらきら道中」の悪役だが、作中ではマクアムーゲに忠実な悪のしもべとして描かれている。
世界中の人間達のストレスを溜めさせて癇癪指数を上げ、電脳トンネルを開かせようとするが、毎回ゴエモン達に阻止され、失敗するたびにすぐ切腹しようとする。劇中では電脳魔神に乗り込むことがほとんどであるが、サッカー選手を蹴散らす、馬を乗り回す、タクシーの窓や牢屋の檻をすり抜けるなど原作由来の身体能力の高さを披露することもある。
最終的には度重なる不手際に業を煮やしたマクアムーゲによって暗黒ムーゲの穴に落とされる。
ドクタームダナシ
声 - 田中和実
セップク丸に代わりマクアムーゲに仕える幹部で、電脳ロボットを作る発明家。無駄なことが大嫌いで、自分が無駄だと感じたものを見るとじんましんができる体質。物知介にライバル意識を燃やしている。あることがきっかけで洋子に一目惚れし、想いを寄せていたが洋子自身は気づかず、不手際続きに業を煮やすマクアムーゲの圧力により、最終的に想いを断ち切ってしまう。
ミスタープロテイン
声 - 古澤徹
ムダナシが作った筋肉もりもりの用心棒アンドロイド。女言葉で話すが時折乱暴な口調になることも。力は強く、自分より大きな物も軽々と持ち上げる他、大カマを武器に戦う。一時期サスケに惚れたことがあった。
イタカロー
声 - 千葉一伸
つじぎり四人組の一匹。二刀流で攻撃する意地悪で冷たい侍。「けけけ」と笑い、歯を常に見せている。語尾に「カロー」を付けるのが口癖。6話までは声は低かったが、2、4話と7話以降は高くなっている。名乗りの口上は「二刀流のイタカロー！」
ロクデーナシ
声 - 白鳥由里
つじぎり四人組の一匹。常に扇子を持ったゴマすりが得意なお調子者の侍。いつもにこにこ笑っている。扇子を使った攻撃も繰り出す。語尾に「でナシー」を付けるのが口癖。漫画版では「ロクデナ『ー』シ」となっている。名乗りの口上は「扇子の達人ロクデーナシ！」
ハッタリーノ
声 - 天田真人
つじぎり四人組の一匹。居合斬りが得意らしい侍。楊枝をくわえており、何を考えているのかよく解らない。土佐弁をしゃべり、語尾に「ぜよ」を付けるのが口癖。名乗りの口上は「居合い斬りのハッタリーノ！」
ニャンコ
声 - 佐久間紅美
つじぎり四人組の一匹。長い刀を背負った女の侍。いつも泣いているような潤んだ目をしている。語尾に「ですー」を付けるのが口癖。名乗りの口上は「紅一点のニャンコ！」
魔戯神王マクアムーゲ
声 - 相沢正輝
人間界の征服を企むゲーム世界の悪魔。シルエットのみの存在で、最後まで正体が明かされることはなかった。

## 巨大ロボット
ゴエモンインパクト
物知りじいさん作の機動からくり人形。サスケ同様自我を持ち、ゴエモンたちと言葉でコミュニケーションをとることができる。
普段は小さな人形サイズでゴエモンの懐に収められており、有事の際には懐から放り投げられると同時におみつのおはぎを食べたゴエモンが気合を込めてほら貝を吹き鳴らすことにより巨大化し、ゴエモン一行が乗り込んで操縦する。物知介が作ったVTOL機と合体することで高速飛行が可能。
- 身長：25m、体重：25t、スピード：時速144キロ、出力：25万馬力
- 能力
  - キセル：ハッカ入りの巨大キセル。
  - インパクトこぶし：ジャイアント馬場5万人分の腕力。
  - ローラースケート：足に装着しているローラースケート。まだまだ練習中で腕前はそこそこ。
  - インパクト百烈パンチ：強烈なパンチの連打をお見舞いする。多くの電脳魔神を葬った必殺技。
  - インパクト百烈キック：ジャンプと共に強烈なキックの連打をお見舞いする。主に右足を使用することが多い。
  - インパクト頭突き：石頭で敵を粉砕。ただパイロットは衝撃で大変。
  - インパクト百烈タックル：体当たり攻撃。
  - インパクト疾風怒濤のハンマー投げ：敵を振り回して空高く放り投げる。
  - インパクトハンマーパンチ：放りあげた敵を、落ちてきた所に拳を突き上げおなかをぶち抜く。ハンマー投げからの繋げ技。
  - インパクト駄洒落：突然駄洒落を言って相手を混乱させる。効果は駄洒落のくだらなさで様々。
  - キセルバズーカ：キセルをバズーカに変形させその先から弾を発射する。弾丸は物知介の作った特別製。
  - インパクト大回転：体を丸めてボウリング球のように転がり、敵をボウリングピンのように弾き飛ばす。
  - ぼよよんキック：足首に仕込まれたバネの作用で発射されるキック。ただし発射後元どおりにハメ込むのは大変。
  - インパクト投げキッス：投げキッスで相手を気持ち悪くさせ、戦闘不能にする精神攻撃。
  - キセルブーメラン：キセルをブーメランのように投げて敵を叩きのめす。
  - インパクトローラーブレス：足のローラーで敵をひきつぶす。電脳ロボ・スイコミーナをこの技で倒した。
  - インパクトジャイアントスイング：敵をぶん回して投げ飛ばす。
  - インパクトガン：右腕を銃に変形させて攻撃。
  - インパクトバズーカ：キセルをバズーカに変形させ右肩に接続、キセルの先より光の弾丸を発射する。弾丸は物知介の作った特別製。中編で敵を倒している。
  - キセル剣：キセルを伸ばして剣として使う。剣先から光の斧を形成して攻撃することもできる。
  - キセルシールド：キセル剣を回転させて敵の攻撃を弾き飛ばす。
  - キセルスイング：キセル剣で敵をぶっとばす。
  - キセルボム：キセル型爆弾。
  - キセルボム乱舞：キセルボムをいくつも投げる。
  - ウルトラボム：大型キセル型爆弾。
  - キセルボム乱れ撃ち：胸が開き小型キセル型ミサイルを無数に発射する。

スーパーインパクト
大気圏内に燃え尽きたインパクトが物知り爺さんに修理されたと同時に高性能噴射装置を付け、宇宙用にパワーアップした姿。単独で大気圏突破が可能だが、より大きくほら貝を吹かないと巨大化できない。使用した武器はインパクトバスーカとキセルボム乱れ撃ち。
電脳魔神
セップク丸が呼び出す3D怪獣。巻物の形の「かんしゃくゲージ」が人間の負の感情で一杯になると魔神が出てくる。セップク丸とつじぎり四人組が搭乗する。
ガマガーマ
第1話登場。背中が釜になっているガマガエルの魔神。背中のいぼから溶解液を出す。
ガラガーラス
第2話登場。カラスの魔神。大きな鋭い嘴で攻撃する。
ノットルーダ1号/ノットルーダ2号
第3話登場。2体1組で戦う魔神。サッカーチームのマスコット人形から変身した。1号の体内に時限爆弾あり、サスケによって除去された。
ザンパーン
第4話登場。最初は小さい身体だが、残飯を食べることで巨大化した。口から毒ガスを吐き出す。
アクダイカーン
第5話登場。悪代官のような魔神。巨大な扇子を振り回す。
デブデーブ
第6話登場。力士のような魔神。小さな魔神が合体して巨大化した。突っ張り攻撃が強力で、ぶよぶよした体はどんな攻撃も跳ね返すが、寒さに弱い。
アツアーツ
第7話登場。全身が炎で覆われている魔神。ベアハッグを繰り出しインパクトを焼き尽くそうとした。
ノイズラー
第8話登場。歌うことで背中のスピーカーから騒音を撒き散らす。アイドルの歌声が大の苦手。
テレビング
第9話登場。メカの動きをおかしくする強力な電磁波を出す。
フットール
第10話登場。名の通り太り気味の魔神。手から人間ふくらし粉を撒き散らし、人間やインパクトを太らせる。
電脳ロボット
ドクター・ムダナシが呼び出す巨大ロボ。球状のカプセル型のかんしゃくゲージが溜まると何体ものロボットが合体して完成する。ドクター・ムダナシとミスター・プロテインとつじぎり四人組が搭乗する。
電脳ロボ1号
第11話登場。ムダナシが最初に繰り出したロボット。強力な破壊光線を発射する。
スイコミーナー
第12話登場。掃除機型のロボ。何でも吸い込むがそれ以外の武器は無い。
サムザーム
第13話登場。腕からフリーズ光線を出し、対象を氷漬けにする。
グロッカー
第14話登場。ムダナシが創った時計塔から現れた。素早い動きで相手を翻弄する。
オブジェロボ
第15話登場。あらゆる彫刻が合体して出来た。目つぶしスプレーを吹きつける。
イチバンダー
第16話登場。ロボットコンテストのロボットが合体した。剣が武器で、卑怯な戦法を使う。
オルゴーラー
第17話登場。口から文字の形をした巨大なチョコレートを発射する。ぜんまい式。
ウルトラクッキョー
第18話登場。ムダナシの創ったお料理マシンが進化した。大量のタンゴを発射して人間に無理やり食べさせる。
ワルグッチー
第19話登場。相手の言ったことが悪口に聞こえてしまう悪口電波を発射する。
モグラメカ
第20話登場。地中を掘り進み騒音を撒き散らす。また、頭痛を引き起こさせる電波や催眠電波を発射する。
ブットビンガー
第21話登場。リニアモーターカーが改造された。それゆえ驚異的なスピードで攻撃する。
ビッグスペース
第22、23話登場。巨大な宇宙要塞。地球にミサイルを撃ち込んだ事でかんしゃくが最大限に達し、マクアムーゲが通れるほどの巨大な電脳トンネルを作り出したが、スーパーインパクトによって失敗に終わった。

## 用語
からくりメカ
百地物知介の作る発明品。ゴエモン・インパクトやサスケのほか、役に立たない発明もたくさんする。
電脳トンネル
ゲーム世界と人間界とを繋ぐ秘密のトンネル。かんしゃくエネルギーによって生み出される他、物知介が人間界へ向かうために人為的に作り出している。
おはぎ
おみつの作るおはぎ。ゴエモンのエネルギーの素となる。
ほら貝
吹くことによりゴエモンインパクトを巨大化させるほら貝。
かんしゃくエネルギー
怒りや恐怖といった人間の負の感情が生み出すエネルギー。電脳モンスターを呼び出す動力源であると同時に、電脳トンネルを作り出すエネルギー源ともなる。
セップク丸らの目的は、かんしゃくエネルギーを集め電脳モンスターを呼び出しさらに暴れまわることによって、より一層の膨大なかんしゃくエネルギーを生成し、マクアムーゲを人間界に通せるほどの巨大な電脳トンネルを作り上げることである。
つじぎり四人組
イカタロー、ロクデーナシ、ハッタリーノ、ニャンコら4人組の総称。4人ともたまごのような丸い体に袴をまとって武器に刀を携帯し、額に「斬」の字の意匠が刻まれているという共通点がある。セップク丸やドクタームダナシら幹部に仕えているが監査役も兼ねているらしく、成果の出せないセップク丸を最終的に見放したり、無駄話の多いムダナシに対し愚痴をこぼしたりしていた。

## スタッフ
- 原案 - がんばれゴエモン（KONAMI）
- 掲載 - 講談社・コミックボンボン、テレビマガジン、たのしい幼稚園、おともだち
- 監督 - 谷田部勝義
- シリーズ構成 - 平野靖士
- キャラクターデザイン・総作画監督 - 平岡正幸
- 美術監督 - 宮前光春
- 撮影監督 - 鳥越一志、遠藤泰久
- 音響監督 - 松浦典良
- 音楽 - 槌田靖識
- プロデューサー - 松浦公基
- 制作プロデューサー - 今成英司、土屋貴彦
- アニメーション制作 - トランス・アーツ
- 製作 - パブリック&ベーシック、TBS

## 主題歌
オープニングテーマ
「少年の羽根」（1 - 12話）
作詞 - 高井良斉 / 作曲 - 高橋研 / 編曲 - 亀田誠治 / 歌 - 猿岩石（日本コロムビア）
「You're mine」（13 - 23話）
作詞 - 秋元康 / 作曲 - 後藤次利 / 編曲 - CHOKKAKU 笹川修宏 / 歌 - NONKEYS（ワーナーミュージック・ジャパン）

エンディングテーマ「O.K! O.K.」
作詞 - つゆき由美 / 作曲・編曲 - 田中遊梦 / 歌 - 栗林みえ（キングレコード）

## 各話リスト
| 話 | 放送日         | サブタイトル                      | 脚本              | 絵コンテ   | 演出       | 作画監督   |
| -- | -------------- | --------------------------------- | ----------------- | ---------- | ---------- | ---------- |
| 1  | 1997年 10月4日 | オイラが正義のゴエモンでィ!       | 平野靖士          | 森田風太   | 笠井賢一   | 布施木和伸 |
| 2  | 10月11日       | 花のお江戸は大サワぎでィ!         | 平野靖士          | 石崎すすむ | 石崎すすむ | 小林勝利   |
| 3  | 10月18日       | スタジアムがパニックでィ!         | 静谷伊佐夫        | 南康宏     | 南康宏     | 杉本道明   |
| 4  | 10月25日       | ザンパーンはゲテモノ食いでィ!     | 丸尾みほ          | 日下部光雄 | 日下部光雄 | 飯村一夫   |
| 5  | 11月1日        | 忍者村で大トリモノでイ!           | 丸尾みほ          | 笠井賢一   | 笠井賢一   | 布施木和伸 |
| 6  | 11月8日        | 満員電車はコリゴリでイ!           | 神戸一彦          | 鈴木卓夫   | 鈴木卓夫   | 佐藤真二   |
| 7  | 11月22日       | キャンプだ! クマだ! 山火事でイ!   | 神戸一彦          | 杉島邦久   | 石崎すすむ | 小林勝利   |
| 8  | 11月29日       | わがままアイドルの用心棒でイ!     | 志茂文彦          | 日下部光雄 | 日下部光雄 | 飯村一夫   |
| 9  | 12月6日        | テレビ局で正義のパンチでイ!       | 志茂文彦          | 南康宏     | 南康宏     | 杉本道明   |
| 10 | 12月13日       | あまーいダイエットは悪のワナでイ! | 静谷伊佐夫        | 鈴木卓夫   | 鈴木卓夫   | 佐藤真二   |
| 11 | 12月20日       | サンタクロースは新しい悪党でイ!   | 静谷伊佐夫        | 森田風太   | 笠井賢一   | 布施木和伸 |
| 12 | 12月27日       | テーマパークはギャルだらけでイ!   | 丸尾みほ          | 日下部光雄 | 日下部光雄 | 飯村一夫   |
| 13 | 1998年 1月10日 | スキー場は大ナダレでイ!           | 神戸一彦          | 横田和     | 戸田雅一   | 小林勝利   |
| 14 | 1月17日        | 時間が盗まれて大コンランでイ!     | 富田祐弘          | 鈴木卓夫   | 鈴木卓夫   | 佐藤真二   |
| 15 | 1月24日        | でっかいゲージツが大暴れでイ!     | 静谷伊佐夫        | 南康宏     | 南康宏     | 杉本道明   |
| 16 | 1月31日        | ロボット博が大爆発でイ!           | 神戸一彦          | 日下部光雄 | 日下部光雄 | 飯村一夫   |
| 17 | 2月7日         | バレンタインはチョコパニックでイ! | 志茂文彦          | 笠井賢一   | 笠井賢一   | 布施木和伸 |
| 18 | 2月21日        | 悪魔の料理はマッピラでイ!         | 丸尾みほ          | 鈴木卓夫   | 岡崎ゆきお | 戸田真一   |
| 19 | 2月28日        | ヤキモチは食えねえモチでイ!       | 富田祐弘          | 杉島邦久   | 杉島邦久   | 小林勝利   |
| 20 | 3月7日         | 騒音マシンでフラフラでイ!         | 平野靖士 御崎剛司 | 日下部光雄 | 日下部光雄 | 飯村一夫   |
| 21 | 3月14日        | ブッとび暴走特急でイ!             | 志茂文彦          | 細田雅弘   | 細田雅弘   | 杉本道明   |
| 22 | 3月21日        | デッカイ宇宙が大変でイ!（前編）   | 平野靖士 志茂文彦 | 日下部光雄 | 岡崎ゆきお | 平岡正幸   |
| 23 | 3月28日        | デッカイ宇宙が大変でイ!（後編）   | 平野靖士 志茂文彦 | 杉島邦久   | 笠井賢一   | 布施木和伸 |

## 映画
『がんばれゴエモン 地球救出大作戦』のタイトルで1998年に公開された。公民館などの公共施設でのホール上映の教育映画。セップク丸などTVアニメ版から登場したキャラを一部受け継いでいるが、ストーリーに繋がりはない。アニメ版同様に現代を舞台とするが、ゴエモン達がゲーム界から来たゲームキャラクターだという言及は無く、ゴエモン達が暮らす江戸と現代の町が同一の世界上に存在するかのように描かれている。
キャラクターの担当声優は『きらきら道中』から引き継がれているが、ヤエのみ、笠原留美に変更となった。この担当声優の4人は『がんばれゴエモン ネオ桃山幕府のおどり』でも同役を演じており、特に笠原はそれ以降のシリーズ作品でも一貫してヤエ役を担当している。
唯一アニメ版から続投している声優は、ハッタリーノ役の天田だが、本作ではロクデーナシを演じている。

### ストーリー（映画）
セップク丸によって子供たちが催眠術でマインドコントロールされ、町中にゴミをばら撒き始めた。ゴエモンたちは子供たちを助けるために奮闘する。

### 声の出演
- ゴエモン - 太田真一郎
- エビス丸 - 緒方賢一
- サスケ - 堀絢子
- ヤエ - 笠原留美
- おみつ - 菊池志穂
- インパクト - 伊藤健太郎
- じいさん - 岡和男
- セップク丸 - 梁田清之
- イタカロー - 矢部雅史
- ニャンコ - 野田順子
- ロクデーナシ - 天田真人
- ハッタリーノ - 浅野まゆみ
- タカシ - 紗ゆり

### スタッフ（映画）
- 企画 - 北野輝樹
- 監督・脚本 - 大町繁
- 作画監督 - 小林勝利
- 美術監督 - 宮前光春
- 撮影監督 - 佐野禎史
- 音響監督 - 千葉耕市
- プロデューサー - 松浦賢子
- 制作 - パブリック&ベーシック
- 制作 - ゴエモン製作委員会
- 制作・配給 - 三共教育映画社